# Ussurinus
Ussurinus är ett släkte av steklar som beskrevs av René Malaise 1931. Ussurinus ingår i familjen bladsteklar.
Släktet innehåller bara arten Ussurinus nobilis.